# Kolupproret
Kolupproret var ett indiskt uppror 1831-1832 mot den brittiska övermakten bland adivasifolket Kol i Chota Nagpur. Upproret utlöstes av förödmjukande behandling i samband med skatteinsamling från mundafolket, utförd av sikher och muslimer.